# Brookit
Brookit ist ein eher selten vorkommendes Mineral aus der Mineralklasse der „Oxide und Hydroxide“ mit der chemischen Zusammensetzung TiO2 und ist damit chemisch gesehen ein Titan(IV)-oxid.
Brookit kristallisiert im orthorhombischen Kristallsystem und entwickelt prismatische oder tafelige Kristalle, oft auch in Form einer Doppelpyramide, in verschiedenen Brauntönen.

## Etymologie und Geschichte
Erstmals gefunden wurde Brookit 1825 bei Twll Maen Grisial/Fron Olau, Prenteg in der walisischen Region Gwynedd (Großbritannien) und beschrieben durch Armand Lévy, der das Mineral nach dem englischen Mineralogen Henry James Brooke (1771–1857) benannte.

## Klassifikation
Bereits in der veralteten 8. Auflage der Mineralsystematik nach Strunz gehörte der Brookit zur Mineralklasse der „Oxide und Hydroxide“ und dort zur Abteilung der „MO2- und verwandte Verbindungen“, wo er als einziges Mitglied die unbenannte Gruppe IV/D.07 innerhalb der „Brookit-Wolframit-Columbit-Familie“ bildete.
Im zuletzt 2018 überarbeiteten und aktualisierten Lapis-Mineralienverzeichnis nach Stefan Weiß, das sich aus Rücksicht auf private Sammler und institutionelle Sammlungen noch nach dieser alten Form der Systematik von Karl Hugo Strunz richtet, erhielt das Mineral die System- und Mineral-Nr. IV/D.15-010. In der „Lapis-Systematik“ entspricht dies ebenfalls der Abteilung „Oxide mit dem Stoffmengenverhältnis Metall : Sauerstoff = 1 : 2 (MO2 und verwandte Verbindungen)“ wo Brookit zusammen mit Carmichaelit, Scrutinyit, Srilankit und Tellurit die unbenannte Gruppe IV/D.15 bildet.
Auch die von der International Mineralogical Association (IMA) zuletzt 2009 aktualisierte 9. Auflage der Strunz’schen Mineralsystematik ordnet den Brookit in die Abteilung der (Oxide mit dem Stoffmengenverhältnis) „Metall : Sauerstoff = 1 : 2 und vergleichbare“ ein. Diese ist allerdings weiter unterteilt nach der relativen Größe der beteiligten Kationen und der Kristallstruktur, so dass das Mineral entsprechend seiner Zusammensetzung und seinem Aufbau in der Unterabteilung „Mit mittelgroßen Kationen; Gerüst kantenverknüpfter Oktaeder“ zu finden ist, wo es als einziges Mitglied die unbenannte Gruppe 4.DD.10 bildet.
Die vorwiegend im englischen Sprachraum gebräuchliche Systematik der Minerale nach Dana ordnet den Brookit ebenfalls in die Klasse der „Oxide und Hydroxide“ und dort in die Abteilung der „Oxidminerale“ ein. Hier ist er als einziges Mitglied in der unbenannten Gruppe 04.04.05 innerhalb der Unterabteilung der „Einfachen Oxide mit einer Kationenladung von 4+ (AO2)“ zu finden.

## Kristallstruktur

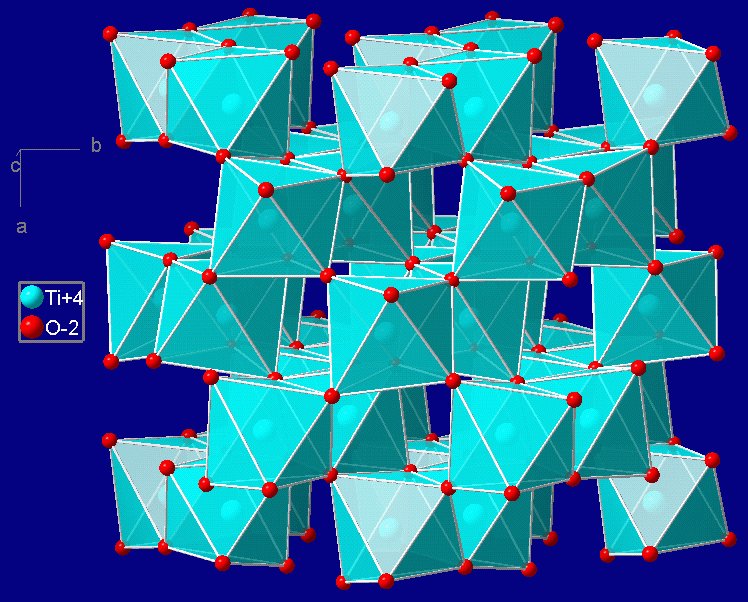
Kristallstruktur von Brookit

Brookit kristallisiert orthorhombisch in der Raumgruppe Pbca (Raumgruppen-Nr. 61) mit den Gitterparametern a = 9,17 Å; b = 5,45 Å und c = 5,14 Å sowie 8 Formeleinheiten pro Elementarzelle.
Die Kristallstruktur von Brookit besteht aus TiO6-Oktaedern, die über drei Kanten miteinander verknüpft sind und dadurch Zickzackketten bilden, wobei jedes Oktaeder eine Kante mit einem Oktaeder der angrenzenden Kette teilt. Auf diese Weise entstehen Ebenen senkrecht zur a-Achse mit Dreiecksnetzen aus O2−-Ionen, jedoch keine Dichteste Kugelpackung. Die Ti4+-Ionen besetzen die Oktaederlücken in der lockeren O2-Packung.

## Eigenschaften
Aufgrund seiner Ähnlichkeit in Farbe, Form und Habitus ist Brookit leicht mit Pseudobrookit (Fe2TiO5) zu verwechseln. Brookit zeigt auf den großen Flächen eine deutliche Streifung parallel zu den langen Kanten. Die Kristalle zeigen oftmals sektorielle Zonierung entlang [001] als dunklere Struktur.

## Modifikationen und Varietäten

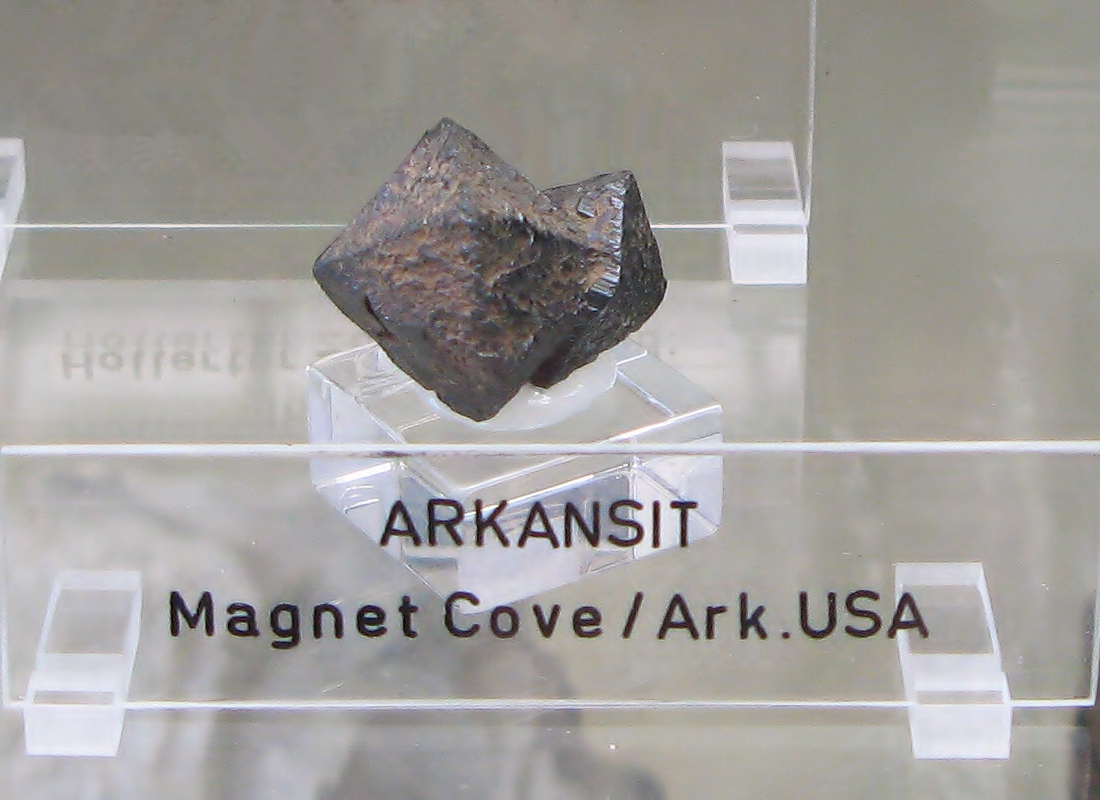
Arkansit aus Magnet Cove, Arkansas, USA

Brookit ist, ebenso wie die tetragonal kristallisierenden Minerale Anatas und Rutil, eine Modifikation von Titandioxid. Ab einer Temperatur von 750 °C wandelt sich Brookit in Rutil um.
Arkansit ist eine morphologische Varietät von Brookit, die nach dessen Vorkommen in Arkansas, USA benannt wurde. Das Mineral tritt dort in Form schwarzer, pseudohexagonal-dipyramidaler Kristalle mit den vorwiegend ausgebildeten Kristallflächen {110} und {122} auf.

## Bildung und Fundorte
Brookit bildet sich vor allem hydrothermal in Spalten von alpinotypen Gängen, aber auch in granitischen und alkalischen Pegmatiten sowie in Sedimenten. Bekannt sind auch Pseudomorphosen nach Titanit oder Ilmenit. Als Begleitminerale treten neben diesen unter anderem noch Anatas, Calcit, verschiedene Chlorite, Hämatit, Muskovit, Orthoklas, Quarz und Rutil.
Als eher seltene Mineralbildung kann Brookit an verschiedenen Fundorten zum Teil zwar reichlich vorhanden sein, insgesamt ist er aber wenig verbreitet. Weltweit sind bisher rund 700 Fundorte dokumentiert (Stand 2023). Neben seiner Typlokalität Twll Maen Grisial/Fron Olau nahe Prenteg trat das Mineral noch an verschiedenen Stellen in Wales auf wie beispielsweise in den Steinbrüchen Hendre bei Glyn Ceiriog, Manod und Cwmorthin nahe Blaenau Ffestiniog, Arenig Station bei Llanycil und Gimlet bei Pwllheli sowie am Moel Ysgyfarnogod bei Harlech. Des Weiteren konnte Brookit an mehreren Fundorten in Cornwall, Cumbria, Devon und North Yorkshire (England) sowie bei Killin (Schottland).
In Deutschland wurde Brookit bisher an mehreren Orten im Schwarzwald in Baden-Württemberg; im Fichtelgebirge, Frankenwald und Spessart in Bayern sowie an einigen Orten in Hessen, Niedersachsen, Nordrhein-Westfalen, Rheinland-Pfalz, Saarland, Sachsen-Anhalt, Sachsen und Thüringen gefunden.
In Österreich trat das Mineral bisher vor allem in den Hohen Tauern von Kärnten bis Salzburg, der Steiermark (Koralpe) und Tirol (Virgental, Zillertal), aber auch an einigen Orten in Niederösterreich (Mostviertel, Waldviertel), Oberösterreich (Mühlviertel, Schärding), Wien und Vorarlberg (Gamperdonatal) auf.
Ein bekannter Fundort in der Schweiz ist der Rieder Tobel im Reusstal (Kanton Uri), wo bis zu 5 cm große, vollkommen ausgebildete Brookitkristalle zutage traten. Ansonsten fand sich das Mineral auch an verschiedenen Fundorten in den Kantonen Bern, Glarus, Graubünden, Tessin und Wallis.
Ebenfalls bekannt aufgrund seiner bis zu 5 cm großen Brookit-Kristallfunde ist die Grube Dodo bei Saranpaul im Autonomen Kreis der Jamal-Nenzen (Föderationskreis Ural).
Weitere Fundorte liegen unter anderem in Angola, der Antarktis, Argentinien, Australien, Belgien, Brasilien, Bulgarien, Chile, China, der Demokratischen Republik Kongo, Finnland, Frankreich, Griechenland, Italien, Japan, Kanada, Kasachstan, Kenia, Madagaskar, Marokko, Namibia, Neuseeland, Norwegen, Pakistan, Papua-Neuguinea, Polen, Portugal, Rumänien, Russland, Sambia, Schweden, der Slowakei, Slowenien, Spanien, Südafrika, Tadschikistan, Tschechien, der Ukraine, Ungarn, Usbekistan, Venezuela, den Vereinigten Staaten von Amerika und Belarus.